# Natasha Harding
Natasha Marie Harding (née le 2 mars 1989 à Caerphilly, au pays de Galles) est une ancienne joueuse de football internationale galloise. Elle joue pour l'équipe du pays de Galles de football féminin au poste d'attaquante.

## Carrière

### En club
Natasha Harding commence sa carrière pour le Cardiff City LFC et joue son premier match officiel en janvier 2007 à l'occasion d'un quart de finale de coupe du pays de Galles de football féminin gagné 4-0 contre Newport Strikers. Elle entre alors comme remplaçante de Gwennan Harries en deuxième période. Elle représente également le club lors de la coupe féminine de l'UEFA 2007-2008.
Elle devient ensuite capitaine de l'équipe puis rejoint la formation du Bristol Academy Women's Football Club au début de la saison 2012 du championnat d'Angleterre de football féminin. L'entraîneur de Bristol, Mark Sampson, dit alors d'elle : « Tash va vraiment apporter une nouvelle dimension à notre jeu d'attaque. »
Le 12 juillet 2022, elle rejoint Aston Villa.
Le 16 septembre 2023, Harding annonce sa retraite sportive,.

### Carrière internationale
Harding joue cinq matchs pour l'équipe du pays de Galles des moins de 19 ans lors de la saison 2007-2008. Elle fait ses débuts internationaux à l'âge de 19 ans en entrant en fin de match au cours d'une défaite 2-0 en Suisse, à Oberdorf, en mai 2008.
Elle inscrit ses premiers buts pour le pays de Galles – un triplé – le 20 juin 2012 à Wrexham lors d'une rencontre d'éliminatoires du Championnat d'Europe de football féminin 2013 contre Israël.
Étudiante à l'université métropolitaine de Cardiff, elle est appelée pour représenter la Grande-Bretagne lors du Summer Universiade de 2011 à Shenzhen (Chine).

## Affaires judiciaires
En novembre 2024 la BBC a annoncé que Harding est accusée d'avoir accepté des paiements pour des séances d'entraînement individuelles avec des enfants, sans les organiser. Elle est également accusée de ne pas avoir remboursé les prêts consentis par ses coéquipiers et de ne pas avoir remis l'argent à une association caritative après un saut en parachute. Des entreprises l'ont accusée d'avoir accepté de l'argent pour des contrats de sponsoring qui ne se sont pas concrétisés. 

### Source
- (en) Cet article est partiellement ou en totalité issu de l’article de Wikipédia en anglais intitulé « Natasha Harding » (voir la liste des auteurs).